# Hrvati u Belgiji
Hrvati u Belgiji, prvi put se pojavljuju, pretpostavlja se, za vrijeme Tridesetogodišnjega rata, kada su se nalazili u sklopu Austrijske i Francuske vojske.
Ni danas u Belgiji ne postoji podatak o točnome broju Hrvata. Razlog tomu je što su vođeni kao "Jugoslaveni". No po evidencijama raznih hrvatskih udruga i katoličkih misija, da se reći da Hrvata u Belgiji, skupa s djecom druge i treće generacije, ima oko 8-10 tisuća. Zadnjih nekoliko godina ovaj broj povećavaju i iseljenici iz Bosne i Hercegovine. Zbog tranzitne uloge Belgije broj Hrvata stalno varira, no od završetka Drugog svjetskog rata nije prelazio 10.000.

## Dolazak Hrvata
Car Karlo V. je za vrijeme rata u Flandriji naselio Hrvate kod Dunkerquea (ondašnjeg Duinkerkena) koji su mu služili kao vojnici. Kasnije je hrvatski putopisac Feliks Gladić u 17. stoljeću zabilježio da ondje još žive Hrvati te da je s njima govorio hrvatskim jezikom. Rečeni Hrvati bili su senjski uskoci koji su gusarili po sjevernom hrvatskom primorju.
U to vrijeme Dunkirk je bio u Nizozemskoj, koja je u to vrijeme u svom sastavu imala i Belgiju. 1662. je to područje konačno postalo dijelom Francuske, kad ga je engleski kralj Karlo II. prodao Francuskoj. 

### Prvi val useljenja u 20. st.
Kako je Belgija slovila kao jedna od najrazvijenijih zemalja Europe u ranom 20. stoljeću, u nju odlaze i Hrvati. Prvi val useljavanja dogodio se nakon stvaranja versajske Jugoslavije, zbog njezine protuhrvatske politike. Iseljavali su se mahom seljaci i radnici s područja Bosne i Hercegovine, Dalmacije i Lika. Poznato je da je i ustaški general, Rafael Boban bio među prvim iseljenicima u Belgiju.
Posla je bilo dovoljno u ljevaonicama čelika, željezarama i rudnicima ugljena te su Hrvati nalazili zaposlenje baš u tim segmentima. Dodijeljeni su im najteži poslovi, no bili su vrlo cijenjeni zbog svog požrtvovnog rada i snalažljivosti. Uskoro Hrvati postaju manji šefovi i samim Belgijancima.
Nakon ubojstva Stjepana Radića i atentata na kralja Aleksandra II. broj Hrvata u Belgiji se povećava, što čini drugi val useljavanja Hrvata u Belgiju. Tada broj Hrvata u Belgiji iznosi oko 25-30 tisuća. Hrvati su uglavnom bili naseljeni u Valoniji u gradovima Liegeu i Charleroiju, te u okolici tih gradova. Prije Drugog svjetskog rata, samo je mali broj Hrvata uspio dobiti sveučilišne diplome. Među njima su dr. Ivan Puljić i ekonomist Ante Klarić. U vrijeme Drugoga svjetskog rata Hrvati ostaju u Belgiji. Poslije rata dio njih napušta industrijski sektor i zapošljava se u području trgovine, gdje imaju velike uspjehe. Velik dio belgijskih Hrvata vraća se u Jugoslaviju, no razočarani, ponovno se vraćaju u Belgiju ili u prekomorske zemlje. Hrvati što su poslije rata ostali u Belgiji žene se Belgijkama jer je posljeratni broj Hrvata u Belgiji bio dosta malen.

### Drugi val useljavanja u 20. st.
Prvi dio drugog vala iseljavanja činile su političke izbjeglice. Tisuće Hrvata nakon dolaska komunizma bježi u Belgiju, dobar dio njih su bili bivše ustaše i domobrani. Oni što su bili povezani s ustaškim režimom što prije žele otići u prekomorske zemlje, dok oni što su ostali dobivaju politički azil od strane Ujedinjenih naroda.
Drugi dio drugog vala useljavanja počeo je nakon revolucije u Mađarskoj 1956. Treći dio počeo je nakon gušenja Hrvatskoga proljeća. Tada tisuće Hrvata odlazi u Belgiju, neki pojedinačno, a ponekada i cijele obitelji. Neki Hrvati napuštaju Belgiju. Većina takvih odlazi u Kanadu i Australiju. Manji dio u SAD, Novi Zeland i Južnu Ameriku, a neki su se raspršili po europskim zemljama. Brzo odlazi i visokoobrazovani dio Hrvata.
Krajem 1970-ih i nakon Titove smrti u Belgiju su dolazili samo oni Hrvati koji su radili za jugoslavenske kompanije.

## Povijest
Nakon prvog doseljeničkog vala, Hrvati se okupljaju po radničkim kantinama, no kasnije, 1932., pod utjecajem braće Radić, u Jemeppe-sur-Sambreu kod Liega osnivaju prvi ogranak Hrvatske seljačke stranke. Ogranak je kasnije registriran kao udruga uzajamne pomoći pod nazivom Hrvatski seljački savez, jer nije mogao djelovati kao politička organizacija zbog zakona, ali i zbog prosvjeda jugoslavenskog veleposlanstva.
Pored pristaša Seljačke stranke, velik broj Hrvata priklonio se Ustaškom pokretu. Njihov broj porasta nakon ubojstva kralja Aleksandra u Marseilleu. Hrvati Belgije, koji su bili u Ustaškom pokretu djelovali su uglavnom tajno. Pripadnik belgijskog ogranka Ustaškog pokreta bio je i Rafael Boban.
Nakon Drugog svjetskog rata HSS u Belgiji doživljava procvat, osvježen pridošlim ljudstvom koje dolazi iz komunističke Jugoslavije. No, nakon smrti Vladka Mačeka HSS u Belgiji se osipa. Belgijski ogranak HSS-a na godišnjicu smrti Stjepana Radića organizirao je velike svečanosti, kulturne programe i veselice. Postojalo je i Hrvatsko narodno vijeće, a u Bruxellesu 1977. održavaju svoj Drugi sabor, čemu se službeni Beograd oštro protivio. Osim toga, veća okupljanja Hrvata organizirali su i svećenici uz mise i katoličke misije.
Pod pokroviteljstvom HSS-a djelovala je i sindikalna udruga Hrvatski radnički savez sa sjedištem u Charleroi. Bilo je i nekoliko kulturno-športskih društava, od kojih neka djeluju još i danas. Postojalo je također i par jugo-klubova, pod pokroviteljstvom veleposlanstva, koji su služili kao izvor informacija i špijuniranja Hrvata.
Pravi je politički život buknuo pojavom HDZ-a i dolaskom dr. Franje Tuđmana na političku scenu u Hrvatskoj. U Belgiji je učlanjivanje u HDZ počelo već i prije prvih demokratskih izbora. Tako su osnovani (1990. i 1991.) i prvi ogranci HDZ-a u Antwerpenu, u Bruxellesu i Liegeu. Osnivači su velikom većinom bili doseljenici drugog i trećeg iseljenićkog vala nakon Drugog svjetskog rata i, u nešto manjem broju, potomci prve predratne generacije, koji su se uključili u svestranu pomoć Hrvatskoj u Domovinskom ratu. Glavnina pomoći hrvatskoj borbi za državu na promidžbenom, humanitarnom i svakom drugom planu išla je skoro isključivo preko ogranaka HDZ-a ili njenih članova.
Danas još djeluju sa smanjenim intenzitetom ogranci HDZ-a, ogranak HSS-a, ogranak HOP-a, Kulturno sportsko društvo "Croatia" Antwerpen, SOS-Croatia u Merchtemu kraj Bruxellesa, HNK Croatia u Liegu, udruga AMAC hrvatskih sveučilištaraca u Bruxellesu, humanitarna organizacija "Edmond Jardas" (koja pomaže veliki broj djece poginulih hrvatskih branitelja u 
Domovinskom ratu), Kulturno društvo "V. Lisinski" u Liegu, "Hrvatski radio sat" u Liegu, kojeg su pokrenuli dužnosnici HSK-a Belgije s Hrvatima drugog naraštaja rođenim u Belgiji, promičući hrvatsku kulturu, turizam i potičući ljude na povratak. Ovdje valja istaknuti krovnu organizaciju Hrvatski svjetski kongres Belgije, na čelu s neumornim i požrtvovnim predsjednikom Miroslavom Klarićem.
Na početku Domovinskog rata Hrvati su u Bruxellesu vlastitim sredstvima osnovali prvu Hrvatsku dopunsku školu, koja danas djeluje pod pokroviteljstvom Ministarstva prosvjete. Uz sve ove udruge posebno treba naglasiti ulogu hrvatskih katoličkih misija, koje su uvelike zaslužne za očuvanje hrvatskog nacionalnog identiteta te duhovnog i vjerskog nasljeđa Hrvata. Zbog izvjesnog i začuđujućeg nerazumijevanja složenosti hrvatskog iseljeništva, bilo iz Zagreba, bilo od strane dužnosnika Veleposlanstva, sve ove udruge, nažalost, polako smanjuju aktivnosti, a članstvo im se osipa.
Doprinos Hrvata razvoju Belgije uglavnom se svodi na one desetke tisuća marljivih hrvatskih radnika, koji su svojim radom doprinijeli, između dva rata i poslije, prosperitetu belgijske privrede.
Poslije Drugog svjetskog rata Hrvati Belgije mogu se podičiti s tri sveučilišna profesora: dr. Zvonimirom Pinterovićem, genetičarem M. Radmanom, i sociologom Danilom Klarićem te nekoliko liječnika, profesora, pravnika, ekonomista, akademskih slikara, arhitekata.
Poznat je doprinos belgijskom sportu Hrvata Zanetića, Ivića, Peruzovića, Stanića, Špehara, Webera, Primorca i drugih. Josip Weber i Branko Strupar zaigrali su za belgijsku nogometnu reprezenbtaciju.
Nekolicina Hrvata se uspješno bavila uvozom ribljih konzervi, ljekovitih trava i vina (Fabris, Divić, Vunić). Puno ih ima u uslužnim djelatnostima, trgovini, ugostiteljstvu. Ima Hrvata u raznim ministarstvima, na radiju, u Federalnoj policiji.

## Hrvati danas
Teško je sa sigurnošću utvrditi brojno stanje, dobnu strukturu Hrvata u Belgiji, njihov ekonomski status i stupanj nacionalnog identiteta, posebno kod potomaka prvih doseljenika. Najveći broj Hrvata još uvijek živi u Valoniji, na području Liegea, njih pet do šest tisuća iz prve do treće generacije. Doseljenici iz prvog vala dvadesetih godina su skoro svi pomrli pa njihovi potomci i doseljenici, koji su pedesetih godina došli u Belgiju čine, sa svojom djecom, jezgru hrvatske prisutnosti u Belgiji.
Malo Hrvata se vraća u domovinu, posebno potomaka prvog vala, jer su to većinom bili ljudi iz srednje i zapadne Bosne. A oni srednje dobi, pa i oni stariji, zbog polučenog položaja u društvu, zbog posla, mirovine, imovine, socijalnog osiguranja, školovanja djece te vezanosti mješovitim brakovima, ostvarenog belgijskog državljanstva i slabe perspektive koja se službeno nudi povratnicima, teško se odlučuju na povratak.
U novije vrijeme većina doseljenika nastanjuje se u Briselskoj regiji i u Antwerpenu (Flandrija), gdje je ekonomska situacija svakim danom sve bolja. Nacionalna svijest je dobro usađena u ljude, pa čak i u one iz druge i treće generacije, iako ima i takvih kojima, iako znaju da su Hrvati, Hrvatska ne znači ništa ili malo. Očuvanje hrvatskog identiteta mnogo ovisi o svijesti roditelja i odgoju, jer su djeca, posebno iz mješovitih brakova, pod utjecajem škole, medija i sredine, podvrgnuta asimilaciji ili totalnoj neosjetljivosti za bilo koji nacionalni identitet, pa i belgijski. No zapaža se znatan interes za pohađanje Hrvatske dopunske škole, što ohrabruje. Najstarija generacija je bila radnička, no druga generacija te doseljenici nakon Drugog svjetskog rata i oni koji su pristigli zadnjih desetljeća, mogu se pohvaliti boljom stručnom spremom, bolje su se snašli te su mnogi stekli zavidne položaje i imetak.

### Hrvatske novine
Osim par povremenih biltena, u Belgiji je pedesetih i šezdesetih godina izlazilo službeno glasilo HSS-a u Europi, u formi mjesečnika "Hrvatski glas", kojeg je uređivao Oton Orešković, bivši intendant Hrvatskog narodnog kazališta. To glasilo se tiskalo na vlastitom linotipu poklonjenom od američkih sindikata AFL-CIO Hrvatskom radničkom savezu. Oton Orešković je u suradnji s gospodinom Delonoyem u reviji "Historia" objavio i opširnu studiju o dolasku na vlast Ante Pavelića, sve do njegovog odlaska u inozemstvo.

### Poznati Hrvati u Belgiji
- Dodatak:Popis poznatih belgijskih Hrvata

- Tomislav Dretar
- Oton Orešković

- Zvonimir Pinterović

- Miroslav Radman